# Anna Smašnovová
Anna Smašnovová, po svatbě též známá jako Anna Smašnovová-Pistolesiová (hebrejsky אנה סמשנובה, rusky Анна Смашнова; * 16. června 1976, Minsk) je bývalá izraelská profesionální tenistka. Ve své kariéře na okruhu WTA Tour vyhrála dvanáct turnajů ve dvouhře. V rámci okruhu ITF získala celkem sedm titulů ve dvouhře. V roce 2007 ukončila svoji tenisovou kariéru.
Na žebříčku WTA byla nejvýše ve dvouhře klasifikována v únoru 2003 na 15. místě a ve čtyřhře pak v červenci 2006 na 275. místě. Trénoval ji její manžel Claudio Pistolesi.
V roce 2004 reprezentovala Izrael na Letních olympijských hrách v Athénách.

## Finálové účasti na turnajích WTA Tour

### Dvouhra (20)
| Legenda (dvouhra)         |
| Tier I (0)                |
| Tier II (0)               |
| Tier III (3)              |
| Tier IV a V (9–1)         |
| Grand Slam Title (0)      |
| WTA Tour Championship (0) |
| ITF Circuit (7)           |

#### Vítězka (19)
| Č.  | Datum              | Turnaj                | Povrch | Finalistka                     | Výsledek    |
| --- | ------------------ | --------------------- | ------ | ------------------------------ | ----------- |
| 1.  | 11. července 1993  | Erlangen, Německo     | antuka | Isabel Cuetová                 | 6–3 6–1     |
| 2.  | 23. listopadu 1997 | Jaffa, Izrael         | tvrdý  | Cipora Obzilerová              | 6–3 6–2     |
| 3.  | 12. dubna 1998     | Athény, Řecko         | antuka | Rita Kutiová-Kisová            | 1–6 6–2 6–2 |
| 4.  | 17. května 1998    | Porto, Portugalsko    | antuka | Alexia Dechaumeová-Balleretová | 6–2 6–2     |
| 5.  | 4. října 1998      | Santa Clara, USA      | tvrdý  | Amy Frazierová                 | 2–6 6–4 6–2 |
| 6.  | 13. června 1999    | Taškent, Uzbekistán   | tvrdý  | Laurence Courtoisová           | 6–3 6–3     |
| 7.  | 17. října 1999     | Largo, USA            | tvrdý  | Marissa Irvinová               | 7–6 6–1     |
| 8.  | 23. července 2000  | Knokke-Heist, Belgie  | antuka | Dominique van Roostová         | 6–2 7–5     |
| 9.  | 6. ledna 2002      | Auckland, Nový Zéland | tvrdý  | Tatiana Panovová               | 6–2 6–2     |
| 10. | 13, ledna 2002     | Canberra, Austrálie   | tvrdý  | Tamarine Tanasugarnová         | 7–5 7–6(2)  |
| 11. | 16. června 2002    | Vídeň, Rakousko       | antuka | Iroda Tuljaganovová            | 6–4 6–1     |
| 12. | 15. září 2002      | Šanghaj, ČLR          | tvrdý  | Anna Kurnikovová               | 6–2 6–3     |
| 13. | 2. srpna 2003      | Sopoty, Polsko        | antuka | Klára Zakopalová               | 6–2 6–0     |
| 14. | 10. srpna 2003     | Helsinki, Finsko      | antuka | Jelena Kostanićová             | 4–6 6–4 6–0 |
| 15. | 22. května 2004    | Vídeň, Rakousko       | antuka | Alicia Moliková                | 6–2 3–6 6–2 |
| 16. | 17. července 2005  | Modena, Itálie        | antuka | Tathiana Garbinová             | 6–6 ret.    |
| 17. | 31. srpna 2005     | Budapešť, Maďarsko    | antuka | Catalina Castañová             | 6–2 6–2     |
| 18. | 11. června 2006    | Prostějov, Česko      | antuka | Romina Oprandiová              | bez boje    |
| 19. | 30. července 2006  | Budapešť, Maďarsko    | antuka | Lourdes Domínguezová Linová    | 6–1 6–3     |

#### Finalistka (1)
| Č. | Datum          | Turnaj            | Povrch | Vítězka                | Výsledek      |
| -- | -------------- | ----------------- | ------ | ---------------------- | ------------- |
| 1. | 22. srpna 2006 | Forest Hills, USA | tvrdý  | Meghann Shaughnessyová | 6–1. 0–6, 4–6 |